# Cotbauru
Cotbauru (Kotbauru, Cotobouro) ist eine osttimoresische Aldeia im Suco Seloi Malere (Verwaltungsamt Aileu, Gemeinde Aileu). 2015 lebten in der Aldeia 1030 Menschen.

## Geographie und Einrichtungen
Die Aldeia Cotbauru liegt im Norden des Sucos Seloi Malere. Südwestlich befindet sich die Aldeia Taratihi, südlich die Aldeia Kabasfatin, südöstlich die Aldeia Malere und nördlich die Aldeia Hularema. Im Westen grenzt Cotbauru an den Suco Seloi Craic, wo Seloi Malere bis an den Lago Seloi (Seloi-See) heranreicht. Der Nordwesten der Gemeindehauptstadt Aileu liegt in der Aldeia Cotbauru und ist über eine Straße mit dem Dorf Cotbauru am Westrand der Aldeia. Im Südosten liegt der Weiler 15 de Agosto. Das gebirgige Zentrum der Aldeia ist weitgehend unbesiedelt.
In dem zu Cotbauru liegenden Teil der Stadt Aileu befinden sich der Friedhof Malere, die Protestantische Kirche und die Kirche der Bethanien-Gemeinde (indonesisch Jemaat Betenia) sowie ein Schrottplatz, die Betonfabrik Rai Mean und an der Grenze zu Hularema auf dem Foho Erikslau je ein Sendemast der Timor Telecom und der Telkomsel.

## Politik
2023 wurde Francisco Xavier zum Chefe de Aldeia gewählt.